# Европско првенство у атлетици у дворани 1983 — бацање кугле за мушкарце
Такмичење у бацању кугле у мушкој конкуренцији на 14. Европском првенству у атлетици у дворани 1983. одржано је 5. марта у Будимпешти (Мађарска).
Титулу европског првака освојену на Европском првенству у дворани 1982. у Мулану бранио је  Владимир Милић из Југославије.

## Земље учеснице
Учествовало је 9 бацача кугле из 6 земаља.
1. Аустрија (1)
2. Бугарска (1)
3. Југославија (2)
4. Совјетски Савез (2)
5. Финска (1)
6. Чахословачка (2)

## Рекорди
| Рекорди пре почетка Европског првенства у дворани 1983.     | Рекорди пре почетка Европског првенства у дворани 1983. | Рекорди пре почетка Европског првенства у дворани 1983. | Рекорди пре почетка Европског првенства у дворани 1983. | Рекорди пре почетка Европског првенства у дворани 1983. | Рекорди пре почетка Европског првенства у дворани 1983. |
| ----------------------------------------------------------- | ------------------------------------------------------- | ------------------------------------------------------- | ------------------------------------------------------- | ------------------------------------------------------- | ------------------------------------------------------- |
| Светски рекорд у дворани                                    | Џорџ Вуд                                                | САД                                                     | 22,02                                                   | Инглвуд, САД                                            | 9. фебруар 1974.                                        |
| Европски рекорд у дворани                                   | Удо Бајер                                               | Источна Немачка                                         | 21,10                                                   | Зенфтенберг Источна Немачка                             | 17. фебруар 1978.                                       |
| Рекорди европских првенстава                                | Џефри Кејпс                                             | Уједињено Краљевство                                    | 20,95                                                   | Гетеборг Шведска                                        | 10. март 1974.                                          |
| Најбољи светски резултат сезоне у дворани                   | Кавин Акинс                                             | САД                                                     | 21,46                                                   | Албукерки САД                                           | 22. јануар 1983.                                        |
| Најбољи европски резултат сезоне у дворани                  | Валериј Волкин                                          | Совјетски Савез                                         | 20,76                                                   | Лењинград Совјетски Савез                               | 5. фебруар 1983.                                        |
| Рекорди после завршеног Европског првенства у дворани 1983. |                                                         |                                                         |                                                         |                                                         |                                                         |
| Нових рекорда није било                                     |                                                         |                                                         |                                                         |                                                         |                                                         |

## Освајачи медаља
|                              |                                       |                          |
| Јанис Бојарс Совјетски Савез | Александар Баришников Совјетски Савез | Иван Иванчић Југославија |

## Резултати

### Финале
| Место | Атлетичар             | Земља           | ЛР    | ЛРС   | Резултат | Белешка |
| ----- | --------------------- | --------------- | ----- | ----- | -------- | ------- |
|       | Јанис Бојарс          | Совјетски Савез |       |       | 20,56    |         |
|       | Александар Баришников | Совјетски Савез | 20,70 | 20,70 | 20,44    |         |
|       | Иван Иванчић          | Југославија     | 20,40 | 20,40 | 20,26    |         |
| 4.    | Јозеф Кубеш           | Чахословачка    |       |       | 19,53    |         |
| 5.    | Владимир Милић        | Југославија     | 20,64 | 20,64 | 19,21    |         |
| 6.    | Ервин Вајцл           | Аустрија        |       |       | 18,69    | ЛРд     |
| 7.    | Оли Канервисто        | Финска          |       |       | 18,53    | ЛРд     |
| 8.    | Ремигиус Махура       | Чахословачка    | 20,07 |       | 18,47    |         |
| 9.    | Георги Јанев Тодоров  | Бугарска        |       |       | 18,19    |         |

## Укупни биланс медаља у бацању кугле за мушкарце после 14. Европског првенства у дворани 1970—1983.
|     | Земља                |    |    |    |    |
| --- | -------------------- | -- | -- | -- | -- |
| 1.  | Источна Немачка      | 3  | 4  | 0  | 7  |
| 2.  | Финска               | 3  | 0  | 0  | 3  |
| 3.  | Југославија          | 2  | 0  | 4  | 6  |
| 4.  | Уједињено Краљевство | 2  | 3  | 1  | 6  |
| 9.  | Совјетски Савез      | 1  | 2  | 3  | 6  |
| 9.  | Чехословачка         | 1  | 2  | 3  | 6  |
| 7.  | Бугарска             | 1  | 0  | 0  | 1  |
| 7.  | Исланд               | 1  | 0  | 0  | 1  |
| 9.  | Пољска               | 0  | 2  | 1  | 3  |
| 10. | Француска            | 0  | 1  | 1  | 2  |
| 11. | Шведска              | 0  | 0  | 1  | 1  |
|     | Укупно {11}          | 14 | 14 | 14 | 42 |

|     | Атлетичар              | Земља                |   |   |   |   |
| --- | ---------------------- | -------------------- | - | - | - | - |
| 1.  | Хартмут Бризеник       | Источна Немачка      | 3 | 0 | 0 | 3 |
| 1.  | Рејо Столберг          | Финска               | 3 | 0 | 0 | 3 |
| 3.  | Џефри Кејпс            | Уједињено Краљевство | 2 | 3 | 1 | 6 |
| 4.  | Јарослав Брабец        | Чехословачка         | 1 | 0 | 2 | 3 |
| 5.  | Златан Сарачевић       | Југославија          | 1 | 0 | 1 | 2 |
| 6.  | Хајнц-Јоахим Ротенбург | Источна Немачка      | 0 | 2 | 0 | 2 |
| 6.  | Герд Лохман            | Источна Немачка      | 0 | 2 | 0 | 2 |
| 8.  | Владислав Комар        | Пољска               | 0 | 1 | 1 | 2 |
| 8.  | Валериј Волкин         | СССР                 | 0 | 1 | 1 | 2 |
| 8.  | Јарослав Влк           | Чехословачка         | 0 | 1 | 1 | 2 |
| 11. | Иван Иванчић           | Југославија          | 0 | 0 | 2 | 2 |